# Saint-Onésime-d'Ixworth
Saint-Onésime-d'Ixworth es un municipio canadiense situado en la provincia de Quebec.

## Superficie
Saint-Onésime-d'Ixworth tiene una superficie de 102,76 km².

## Demografía
En 2021, tenía 522 habitantes, una densidad poblacional de 5,1 hab./km², y 305 viviendas.